# Hansa-Brandenburg W
L'Hansa-Brandenburg W fu un idroricognitore biplano a scarponi sviluppato dall'azienda aeronautica tedesco imperiale Hansa und Brandenburgischen Flugzeugwerke GmbH negli anni dieci del XX secolo.
Sostanzialmente simile all'Hansa-Brandenburg B.I, venne utilizzato dai reparti aerei della Kaiserliche Marine, la marina militare dell'Impero tedesco, durante la prima guerra mondiale.

## Tecnica
L'Hansa-Brandenburg W era un idrovolante che riproponeva l'aspetto generale, per la sua epoca convenzionale, del modello da cui derivava, monomotore in configurazione traente con cellula biposto abbinata a una velatura biplana, e come consuetudine per i velivoli dell'epoca, era realizzato con struttura in legno ricoperta da pannelli di compensato e, in misura minore, da tela trattata e nella parte anteriore da pannelli in metallo.
La fusoliera, a sezione quadrata, integrava i due abitacoli aperti e separati, abbandonando la soluzione del lungo ed unico abitacolo a due posti in tandem, caratteristica comune ai ricognitori B-Typ adottati dall'austroungarica k.u.k. Luftfahrtruppen. L'impennaggio di coda manteneva il caratteristico disegno del B.I, monoderiva, dotato di timone e piani orizzontali realizzati con un'intelaiatura in tubi d'acciaio, questi ultimi di grande superficie, controventati ed a pianta triangolare.
La velatura era di tipo biplana, con i piani alari inferiore e superiore di uguale apertura e scalamento nullo, collegati tra loro da una tripla coppia di montanti tubolari per lato, struttura ulteriormente rinforzata da tiranti in cavetto d'acciaio.
Il galleggiamento era assicurato da due grandi galleggianti a scarponi collegati tramite un castello tubolare alla parte ventrale della fusoliera.
La propulsione era affidata ad un motore Benz Bz.III, un 6 cilindri in linea raffreddato a liquido in grado di erogare una potenza massima pari a 150 CV (110 kW), posizionato sul naso del velivolo, che trasmetteva il moto a un'elica bipala in legno a passo fisso. I radiatori dell'impianto di raffreddamento erano collocati ai lati della fusoliera.
Come tutti i primi ricognitori dell'epoca, il modello era privo di armamento.

## Utilizzatori
Germania
- Kaiserliche Marine